# Thomas Jones (ruimtevaarder)
Thomas David Jones (Baltimore, 22 januari 1955) is een voormalig Amerikaans ruimtevaarder. Jones zijn eerste ruimtevlucht was STS-59 met de spaceshuttle Endeavour en vond plaats op 9 april 1994. Tijdens deze missie waren de Space Radar Laboratory (SRL-1) en de Spaceborne Imaging Radar-C (SIR-C) aan boord en werden gebruikt om de Aarde te bestuderen.
Jones maakte deel uit van NASA Astronaut Group 13. Deze groep van 23 astronauten begon hun training in januari 1990 en werden in juli 1991 astronaut. In totaal heeft Jones vier ruimtevluchten op zijn naam staan, waaronder een missie naar het Internationaal ruimtestation ISS. Tijdens zijn missies maakte hij drie ruimtewandelingen. In 2001 verliet hij NASA en ging hij als astronaut met pensioen. 